# لودرسهاگن
لودرسهاگن (به آلمانی: Lüdershagen) یک شهر در آلمان است که در فرپومرن-روگن واقع شده‌است. لودرسهاگن ۶۱۵ نفر جمعیت دارد.